# Wadmalaw Island
La isla Wadmalaw (del inglés: Wadmalaw Island) es una isla y una localidad (Wadmalaw Island) ubicada en el condado de Charleston en el estado estadounidense de Carolina del Sur. La localidad en el año 2000 tenía una población de 2.611 habitantes. 

## Geografía
Wadmalaw Isla se encuentra en general, al suroeste de Johns Island y más de la mitad rodeado por ella. Hacia el norte está bordeado por Church Creek; al noreste y al este con Bohicket Creek, al sur por el río del Norte Edisto, y al oeste por el arroyo Bohicket. La única conexión de la isla con el continente es a través de un puente sobre la Iglesia Creek. La isla tiene unos 10 kilómetros de largo por 6 kilómetros de ancho. Tiene una superficie de 108,502 km².